# Murs de Bitàcola
Murs de Bitàcola és un projecte de l'artista Roc Blackblock, el qual pinta murals per recuperar la memòria col·lectiva i visibilitzar episodis històrics de les comunitats. A mesura que va assolint nous murals construeix també un mapa global on registra les intervencions arreu del territori, mostrant la seva pluralitat i riquesa patrimonial memorialística. Cada projecte de mural s'adapta a la comunitat, indret, realitat sociocultural i capacitat de les diverses accions i necessitats, combinant-se amb altres iniciatives i activitats com xerrades, formacions i creacions d'arxius fotogràfics digitals comunitaris i processos participatius. Les fons en què es basa el projecte provenen tant d'arxius locals, com material personal, fonts bibliogràfiques i web, participació ciutadana, etcètera. Roc Blackblock coordina el projecte de Murs de Bitàcola i també és autor dels murals, juntament amb Helena Julià Mullerat com a suport de la gestió i producció de projectes, Fer Alcalá que documenta fotogràficament els murals i el procés de creació, i Duna Galup que redacta i tradueix els continguts digitals i la comunicació del projecte.

## Llistat dels murals
| - Salvador Puig Antich. Vallcarca, Barcelona (2024) - L’escola de nenes de Cantonigròs, 1955-56. Cantonigròs, Barcelona (2023) - El pas de les Brigades Internacionals per Barcelona. Barcelona (2023) - La revolta de les dones de 1767. Cubelles (2023) - La fragilitat de la llibertat. Flix, Tarragona (2024) - L’escola de Casserres. Escola de Casserres, Casserres (2024) - El carrer del Pi, Sant Pere de Ribes. Carrer del Pi, Sant Pere de Ribes (2023) - Empreza de Moagem, Ld.ª, Fundão, 1924-1988. Fundão, Portugal (2023) - El pas de les Brigades Internacionals per Barcelona. Barcelona (2023) - L’escola de nenes de Cantonigròs, 1955-56. Cantonigròs, Barcelona (2023) - La revolta de les dones de 1767. Cubelles (2023) - El primer comiat. L'Espluga de Francolí (2023) L’obra artística reprodueix una de les imatges més conegudes del darrer dia de les estades de les Brigades Internacional a l’alberg de l’Espluga durant l’octubre del 1938, d’un brigadista que va ser fotografiat pel fotoperiodista Hongarès Robert Capa al pati porxat de l’edifici. - La lluita no ha acabat. La Garriga (2023) El mural mostra quatre escenes diferents, on apareixen un aviador, desenes de brigadistes, treballadores de l’hospital de sang de la Garriga i l’estació de tren bombardejada per l’aviació feixista. També s’hi pot llegir la frase: “La lluita no ha acabat”. - De la Turtuxa andalusina a la Tortosa medieval. Tortosa (2022) - El renaixement. Tortosa (2022) - La Dertosa romana. Tortosa (2022) - Les tres cultures. Tortosa (2022) - Els rentadors de Vinyols i els Arcs. Tarragona (2022) - Festes de Sant Antoni d’Ascó. Barcelona (2022) - El Casinet d’Hostafrancs. Barcelona (2022) - Sàpiens Candel. Barcelona (2022) - Caldes d’Estrac, barri de mar. Caldes d'Estrac (2022) - La rebel·lió dels jovers. Extremadura (2022) - Les Festes de Primavera de Palafrugell. Palafrugell (2022) - Sants, arrels pageses. Sants (2022) - El barri del Xup. Manresa (2022) - Instrucció a la rereguarda. Calldetenes (2022) - Enyorat tren. Gironella (2022) - L’Escala, Gent de mar. L'Escala (2022) - La manifestació de les galledes. Vilanova i la Geltrú (2021) - Ales negres sobre Tortosa. Tortosa (2021) - Impunitat o memòria. Barcelona (2021) - Vida a pagès. Camarasa, Lleida (2021) - Lucio Urtubia. Errekaleor, Gasteiz (2021) - Vinyols i els Arcs. Vinyols i els Arcs, Tarragona (2021) - Escaldarium. Caldes de Montbui, Barcelona (2021) - La memòria de la perifèria. Ateneu Popular 9 Barris, Barcelona (2021) - Les Filadores. L'Ametlla de Merola, Barcelona (2021) - Santa Bàrbara. Santa Bàrbara, Tarragona (2020) - El rentador de la baixada de l’abeurador. La Riera de Gaià, Tarragona (2020) - Les Revoltes remences. Les Planes d'Hostoles, Girona (2021) Les Planes va ser un dels principals escenaris de les revoltes remences (1462-1486) al costat de Sant Feliu de Pallerols, Vall de Llémena, Amer i la Vall d'en Bas. En aquest mural de grans dimensions es pot llegir la frase «El temps de servitud s'ha acabat» ja que aquesta fou una de les màximes que es van pronunciar arran de la signatura de la Sentència de Guadalupe l'any 1486 i que va donar fi al conflicte. - La Coromina. La Coromina, Barcelona (2020) - El molí de La Riera de Gaià. La Riera de Gaià, Tarragona (2020) - Orígens, “Les remendadores”. Sant Carles de la Ràpita, Tarragona (2020) - Orígens, “Les birbadores”. Sant Carles de la Ràpita, Tarragona (2020) - Agost 1970. Ulldecona, Tarragona (2020) - Lo ball de mantons. Ulldecona, Tarragona (2020) - Salvem lo Montsià. Ulldecona, Tarragona (2020) - Antifeixisme o barbàrie. Lleida (2021) - Vive la resistance!. Dijon, França (2019) - Bienvenido Míster Loach, 25 anys del rodatge de Tierra y Libertad. Mirambel, Teruel (2019) - Coneix els teus drets. Barcelona (2019) - Los viajeros del Winnipeg. Santiago de Chile, Chile (2019) - Amb les nostres mans. Barcelona (2019) - Els Viatgers del Winnipeg. Barcelona (2019) - La Farinera del Clot. Barcelona (2019) - Centenari de la Vaga de La Canadenca. Barcelona (2019) - Aixafem el feixisme. Can Batlló, Barcelona (2019) - De terra, carbó i fil. Berga, Barcelona (2019) - Homenatge de l’Acadèmia del Cinema Català als Estudis Orphea. Barcelona (2019) - Centenari del Congrés de Sants. Barcelona (2018) - Parees, Centenario del Casino de Trubia. Trubia, Asturies (2018) - Can Jonch, Murs que parlen. Ulldecona, Tarragona (2020) - Acció en memòria i commemoració de les víctimes de l’holocaust. Barcelona (2018) - La festa dels Traginers. Balsareny, Barcelona (2018) - Repartiment de panoli. Tortosa, Tarragona (2017) - Les Sufragistes. Barcelona (2017) - Bombes d’impunitat. La Garriga, Barcelona (2017) - Las hilanderas. Cicera, Cantabria (2017) - Homenatge a Felip Pedrell. Tortosa, Tarragona (2017) - Teixim comunitat. Barcelona (2016) - Esta es una plaza. Madrid (2017) - Cooperativa “la Fraternitat”, Navàs. Navàs, Barcelona (2016) - Avant Garde Tudela. Tudela, Navarra (2016) - Milicians, Can Batlló. Barcelona (2015) - Rec comtal. Montcada i Reixac, Barcelona (2016) - Milicianes, Kasa de la Muntanya. Barcelona (2013) - Milicianes, Unitat contra el Feixisme i el Racisme. Barcelona (2013) - Ofensiva contra l’oblit, XVII Marxa d’homenatge als maquis. Foradada, Lleida (2014) |